# Nayala
O Nayala é uma província de Burkina Faso localizada na região Boucle du Mouhoun. Sua capital é a cidade de Toma.

## Departamentos

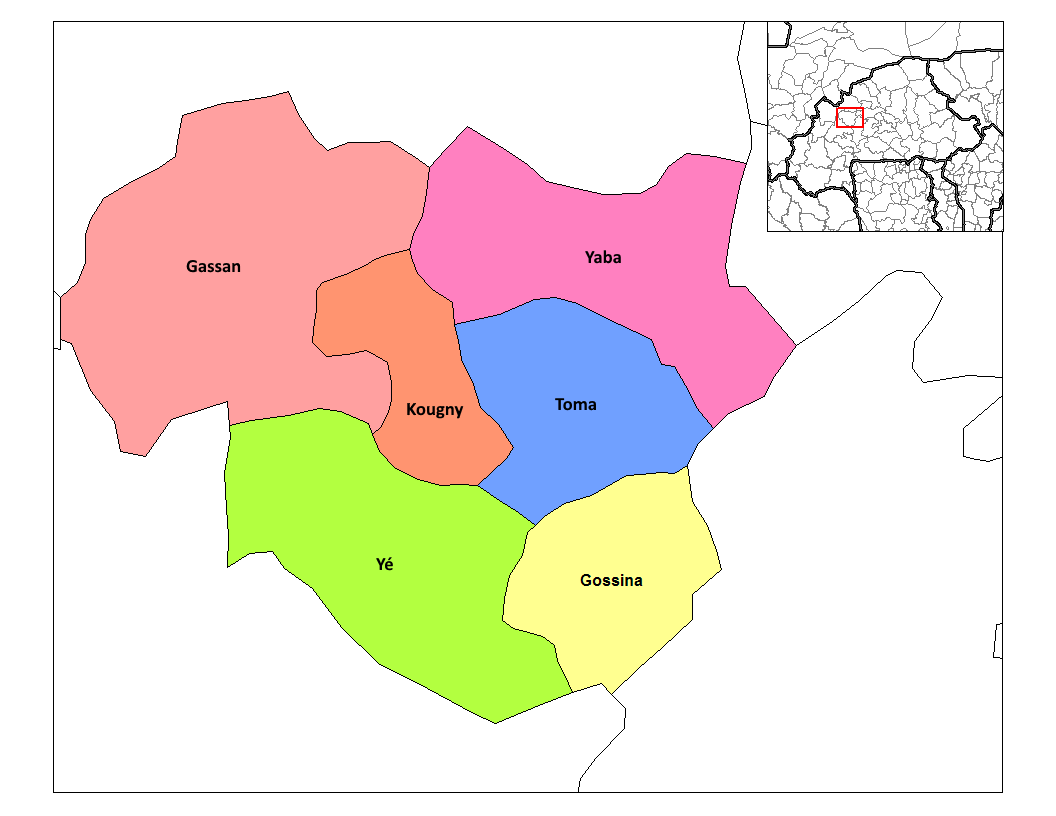
Localização dos diversos departamentos da província do Nayala, Burkina Faso

A província do Nayala está dividida em seis departamentos:
- Gassam
- Gossina
- Kougny
- Toma
- Iaba
- Yé